# Antoine-Jean Amelot de Chaillou
Antoine-Jean Amelot (19 novembre 1732 – Parigi, 20 aprile 1795) è stato un politico francese.

## Biografia
Nato il 19 novembre 1732 e morto il 1 floreale dell'anno III (20 aprile 1795), Antoine-Jean Amelot de Chaillou fu un ministro di Stato francese.
Figlio di Jean-Jacques Amelot de Chaillou e di Marie Anne de Vougny, occupa in successione numerose funzioni: maître des requêtes nel 1753, presidente del Grand Conseil e Intendant di Borgogna nel 1764, Intendant des finances nel 1774 con Luigi XV, secrétaire d'État à la Maison du Roi dal 12 maggio 1776 al 18 novembre 1783 con Luigi XVI. È stato commendatore (Commandeur) ufficiale dell'Ordine dello Spirito Santo.
Nel periodo che è Intendente di Borgogna, si invaghisce di un'attrice di nome de Mercier, moglie di Victor Amédée de La Fage marchese di Saint-Huruge, e lo fa imprigionare al Castello di Vincennes, poi all'Hôpital Esquirol a Charenton, che viene poi liberato da dei suoi amici del Parlamento di Digione e fugge in Inghilterra.
Sposa Françoise Marie Legendre dalla quale avrà due figli: Marie Catherine, nata nel 1762, e Jeanne Marie, nata nel 1764, diventata per matrimonio contessa di La Ferté.
Divenuto membro onorario dell'Accademia reale delle scienze francese il 16 aprile 1777, ne sarà il vicepresidente nel 1778 e presidente nel 1779, poi membro onorario durante la riorganizzazione del 23 aprile 1785. Egli è anche membro onorario dell'Académie des inscriptions et belles-lettres nel 1777.

## Araldica
| Stemma | Descrizione                                          | Blasonatura |
|        | Antoine-Jean Amelot de Chaillou Marchese di Chaillou | D'azzurro a tre cuori d'oro sormontati di un sole del medesimo. Ornamenti esteriori da marchese. Cavaliere dell'Ordine dello Spirito Santo. |